# Febo Guizzi
Febo Guizzi (1947 – 2 dicembre 2015) è stato un etnomusicologo e antropologo italiano.
Professore ordinario di etnomusicologia all'Università di Torino, dal 1999.
Fra le sue molte ricerche, in Italia e nel mondo, si ricorda il monumentale Gli strumenti della musica popolare in Italia, terzo volume della Guida alla musica popolare in Italia curata da Roberto Leydi, attualmente (2016) da considerare come il più completo trattato di etno-organologia sugli strumenti della tradizione popolare Italiana.

## Biografia
Laureato in discipline giuridiche, sin dagli anni Settanta ha iniziato a svolgere ricerche sulla musica popolare internazionale, in particolare in Bolivia, Perù,  Bosnia ed Erzegovina, Croazia. Come musicista ha preso parte al gruppo di ricerca Ensemble Alia Musica (Milano).  Nei primi anni Ottanta, ha iniziato a collaborare come assistente di Roberto Leydi al Dams di Bologna. Divenuto Ordinario di Etnomusiclogia presso l’Università di Torino, negli anni Novanta è entrato a far parte del comitato scientifico di  Imago Musicae . Dal 2002 è stato componente della  Commissione Fondo R. Leydi , costituitasi presso il Centro di dialettologia e di etnografia del Cantone Ticino di Bellinzona.
Ha condotto campagne di ricerca in numerose parti della Penisola, approfondendo lo studio di diversi strumenti musicali, ai quali ha dedicato saggi specifici.  Nel Bergamasco ha svolto studi nella Valle Imagna, dedicando specifica attenzione al suonatore ipovedente Giuseppe Picchi. 
Guizzi è stato consulente etnorganologico e ha collaborato con diverse Istituzioni pubbliche, tra cui il  Museo degli Strumenti popolari del Castello Sforzesco di Milano, il  Museo del Teatro alla Scala, la  Fondazione Levi  di Venezia, il Comitato italiano “ICTM” ( International Council for Traditional Music ), le  Raccolte civiche  del Comune di Castelfranco Veneto, la  Collezione Teatrale Marco Caccia di Romentino di Novara e il  Museo del Paesaggio sonoro  a Riva presso Chieri.

## Pensiero e controversie
Nel corso della sua carriera, Guizzi ha espresso parere nettamente contrario al recupero dei repertori musicali della tradizione orale, escludendo così ogni tipo di rivisitazione e riproposizione  di qualsivoglia forma di musica popolare. Considerava ammissibile soltanto il restauro, il recupero o la replica degli strumenti popolari tradizionali da intendersi quindi come oggetti di studio e non come mezzi per permettere un riavvicinamento alla musica popolare da parte della popolazione:
Un campo di studi musicali quali quello che ha per oggetto la musica di tradizione orale [...] è certamente indisponibile a legittimare pratiche di indagine che muovano dal presupposto della riproducibilità degli oggetti musicali considerati. [...] Ed è perciò che non ha senso scientifico la pretesa di recupero e di riproposta di repertori musicali usciti dall'uso e quindi l'eventuale interesse a ristabilire con il restauro l'efficienza di strumenti abbandonati dalla pratica musicale attiva e tramandati come oggetti. Fa eccezione quella forma, ancora quasi inesplorata almeno in Italia di ricerca etno-organologica condotta in rapporto con lo strumento riattivato nella sua funzione sonora o ricostruito nella sua genesi tecnica, in laboratorio [...]. Al di fuori di questo campo, va respinta ogni tentazione di applicare al documento materiale etno-organologico gli scopi rifunzionalizzanti del restauro "musicale", e resta solo da coltivare e regolamentare il restauro cosiddetto "conservativo".
Tale presa di posizione è stata fermamente criticata da Danilo Gatto che, dopo aver fatto riferimento al sopraccitato passo di Guizzi, scrive:
Il restauro di uno strumento musicale, di cui si è perso uso e memoria, ha senso dunque solo ed esclusivamente per conoscerne il suono, il timbro, le tecniche costruttive, il comportamento acustico, mai e poi mai per farci musica o per essere suonato. Ma che cosa potrà mai dirci uno strumento muto? Ai primordi dell'anatomia, lo studio di un cadavere serviva per capire il funzionamento dei vivi, la loro fisiologia, e quindi a trovare le cure migliori, per gli altri umani viventi. Ma se si esclude la possibilità che ci siano degli altri esemplari da far funzionare, cioè altri strumenti vivi, significa che questa prospettiva avrà senso soltanto per lo studioso, e la sua cerchia: non per la musica, non per i musicisti, non per il popolo da cui quello strumento musicale proviene. Siamo tornati dunque, parafrasando Marx al "feticismo" della merce, all'oggetto puro, completamente alienato dal suo contenuto vivo cioè la musica suonata negando in radice, e teoricamente, che sia oltremodo possibile suonarci una musica nuova, cioè diversa da quella storicamente adesso legata e andata perduta.
Aggiunge Gatto, citando un passo di Luigi De Franco: 
Negare che una cultura abbia la capacità di trasformarsi vuol dire comunque desiderare che questa cultura scompaia e che rimangano solo i suoi oggetti. Questo desiderio di distruzione delle persone, nel mentre si salvaguardia non gli oggetti, corrisponde ad un disegno preciso. Corrisponde ad un'esigenza fondamentale che nella cultura occidentale nella società che noi chiamiamo avanzata, può definirsi genericamente mercato. 

## Pubblicazioni principali
- “Morfologia e comportamento acustico dei chanter delle zampogne a paro”, in Culture Musicali anno I°, luglio/dicembre 1982, 2.
- Strumenti musicali popolari in Sicilia (con Roberto Leydi). Palermo, Edikronos, 1983 “Considerazioni preliminari sull'iconografia come fonte ausiliaria nella ricerca etnomusicologica”, in Rivista Italiana di Musicologia, vol. XVIII, 1983 - n. 1.
- Le zampogne in Italia (con Roberto Leydi). Milano, Ricordi, 1985.
- Strumenti musicali e tradizioni popolari in Italia. (a cura di, con Roberto Leydi). Roma, Bulzoni, 1985.
- “Oral Tradition and Technological Knowledge in the Culture of the Manufacturers of Folk Musical Instruments”, in Stockmann, Erich (a cura di) Studia Instrumentorum Musicae Popularis, IX, Musikmuseets skrifter 14 (Emsheimer, Ernst editor), Stockholm MUSIKMUSEET, 1989.
- “Visual message and music in cultures with oral tradition”, in Imago Musicae, International Yearbook of Musical Iconography, (Seebass, Tilman editor), vol. VII. 1990, (ma 1994).
- “The sounds of ‘povertà contenta’: cityscape, landscape, soundscape and musical portraiture in Italian genre painting of the 17th and 18th centuries” in Imago Musicae, International Yearbook of Musical Iconography, (Seebass, Tilman editor), vol. VII. 1990, (ma 1994).
- “The Sicilian bifara and its repertory: a journey through the Mediterranean from North to South” (con Nico Staiti) in Studia Instrumentorum Musicae Popularis XI, Musikmuseets skrifter 26 (Malm, Krister editor), Stockholm MUSIKMUSEET, 1995.
- Gli strumenti musicali e l'etnografia italiana (1881-1911) (a cura di, con Roberto Leydi). Lucca, Libreria Musicale Italiana, 1996
- “Mania e musica nella pittura vascolare apula” (con Nico Staiti), in Imago Musicae, International Yearbook of Musical Iconography, (Seebass, Tilman editor), vol. IX 1992, (ma 1996).
- Gli strumenti della musica popolare in Italia Lucca, Libreria Musicale Italiana. 2002.
- “The oboe of Quintus Appeus Eutychianus. A rare representation of a roman single conical reed- pipe” in Imago Musicae. 2002 vol. XVIII-XIX.
- “Corni, strepiti, diavoli e Giudei. Le raffigurazioni del Cristo deriso e il ‘demoniaco’ nei rituali della Passione” in: CASTELLI F. (a cura di) Charivari. Mascherate di vivi e di morti. Alessandria, Edizioni dell'Orso 2004.
- “Campanacci a festa”. In Steve Feld, Febo Guizzi, Francesco Marano, Ferdinando Mirizzi, Nicola Scaldaferri e Stefano Vaja, Santi, animali e suoni. Udine, Nota Geos 2005.
- Pifferi e tamburi. Musiche e suoni del carnevale di Ivrea (con Ilario Meandri, Guido Raschieri e Nico Staiti). Lucca, Libreria Musicale Italiana 2006.
- “Il folklore alla luce di Edipo”. In: Giulio Guidorizzi (a cura di). Legami di sangue, legami proibiti. Sguardi interdisciplinari sull'incesto. Torino, Carocci 2007.
- “‘La presa indiretta’: le origini dell'etnofonia siciliana e lo ‘scenario sonoro fittizio’ in La terra trema”. In: Federica Mazzocchi (a cura di). Luchino Visconti, la macchina e le muse. Bari, Edizionidipagina. 2008.